# Hôtel Cail

Logo de la mairie du 8e arrondissement de Paris.

Pour les articles homonymes, voir Cail.
L'hôtel Cail est la mairie du 8e arrondissement de Paris , hébergeant les  services municipaux de cet arrondissement. Situé 56 boulevard Malesherbes, il tient son nom de l'industriel français Jean-François Cail (1804-1871) dont il est l'ancien hôtel particulier. Une grande partie du bâtiment est inscrit aux monuments historiques depuis 1982.

## Situation et accès
L'hôtel est situé au 3, rue de Lisbonne à Paris. Il longe le boulevard Malesherbes et ses jardins s'étendaient jusqu'à la rue de Lisbonne.

## Historique
Le bâtiment a été conçu par l'architecte Albert Labouret, comme hôtel particulier pour le compte de l'industriel Jean-François Cail, et achevé en 1865. La décoration sculptée intérieure est l’œuvre de Pierre-Édouard Charrier, qui travailla également pour le palais du Louvre. Les thèmes développés rappellent l'industrie, l'agriculture et le commerce, à l'origine de la fortune de Cail. Ainsi, au premier étage, face au départ du grand escalier, le mur est orné de deux médaillons représentant Mercure et Cérès. Les peintures des plafonds sont principalement dues à Pierre-Victor Galland.
En 1922, la fille de Jean-François Cail vend l'hôtel à la ville de Paris, pour la somme de 6 781 050 francs. En 1926, la mairie du 8e arrondissement, jusque là installée 11 rue d'Anjou, y est transférée. L'inauguration a lieu le 2 juin.
Une aile fut construite en 1926-1928 rue de Lisbonne par l'architecte Jacques Hermant, pastiche de l'hôtel existant. Le premier étage accueille un tribunal d'instance, doté notamment d'une salle d'audience et d'une salle des pas perdus.

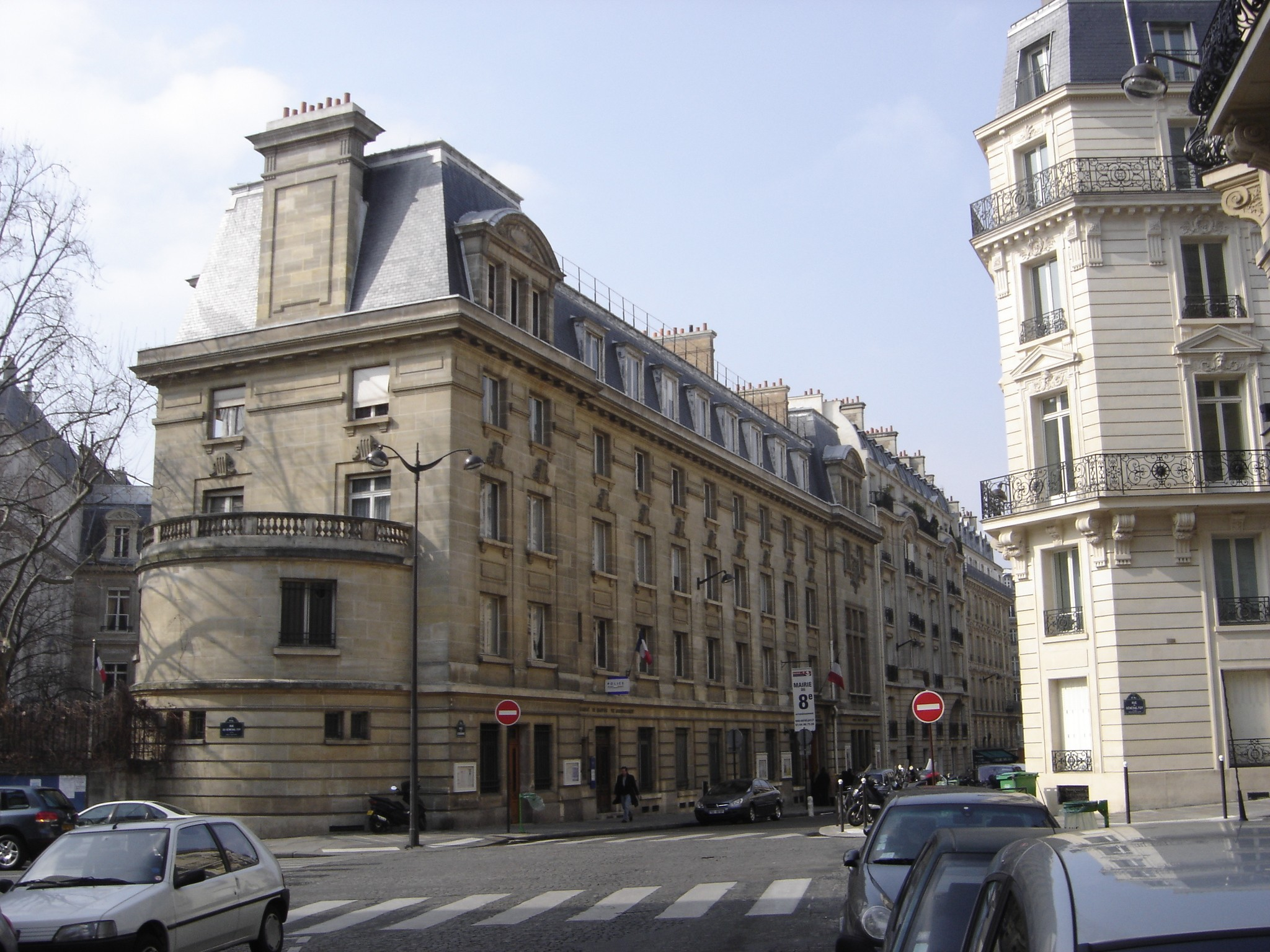
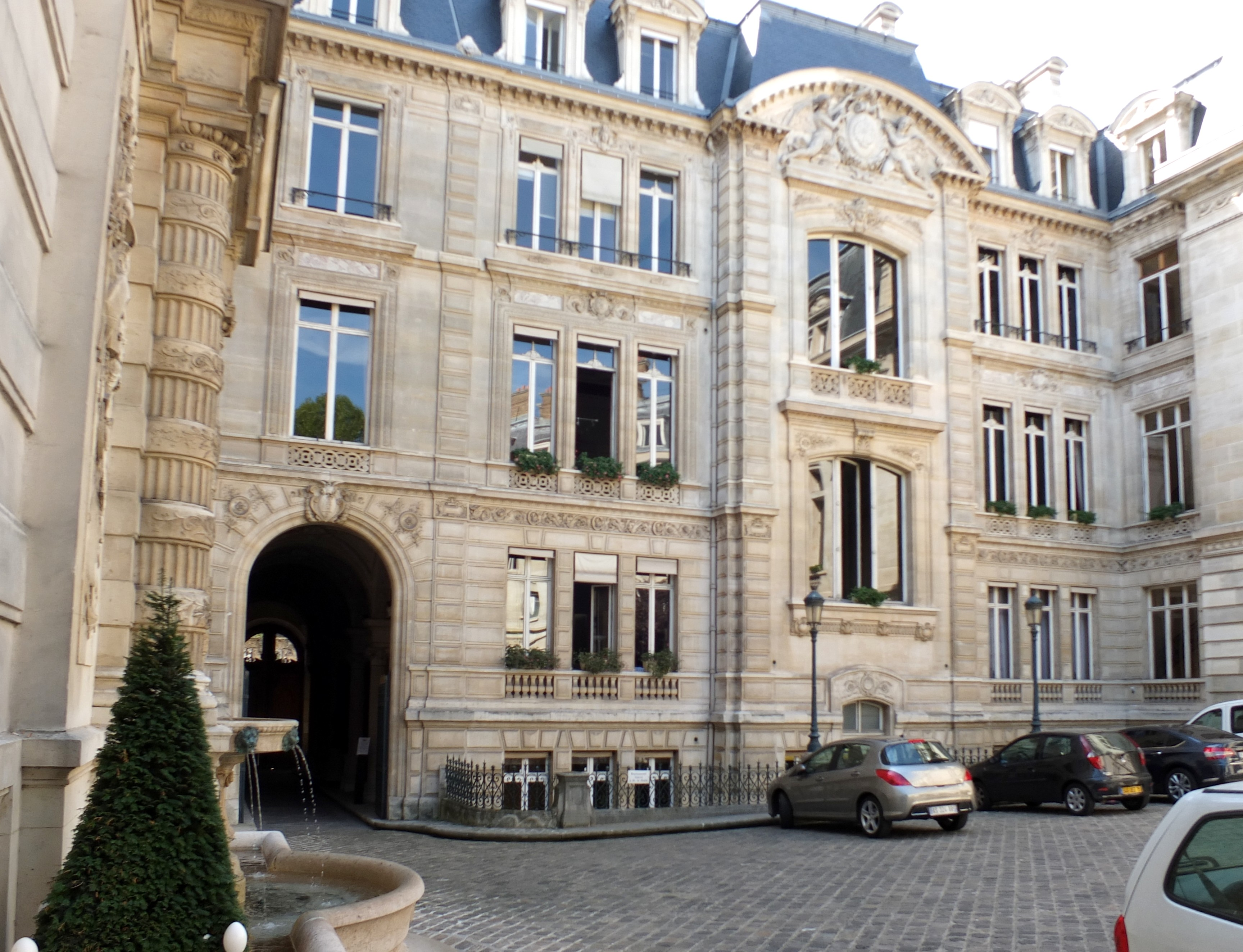
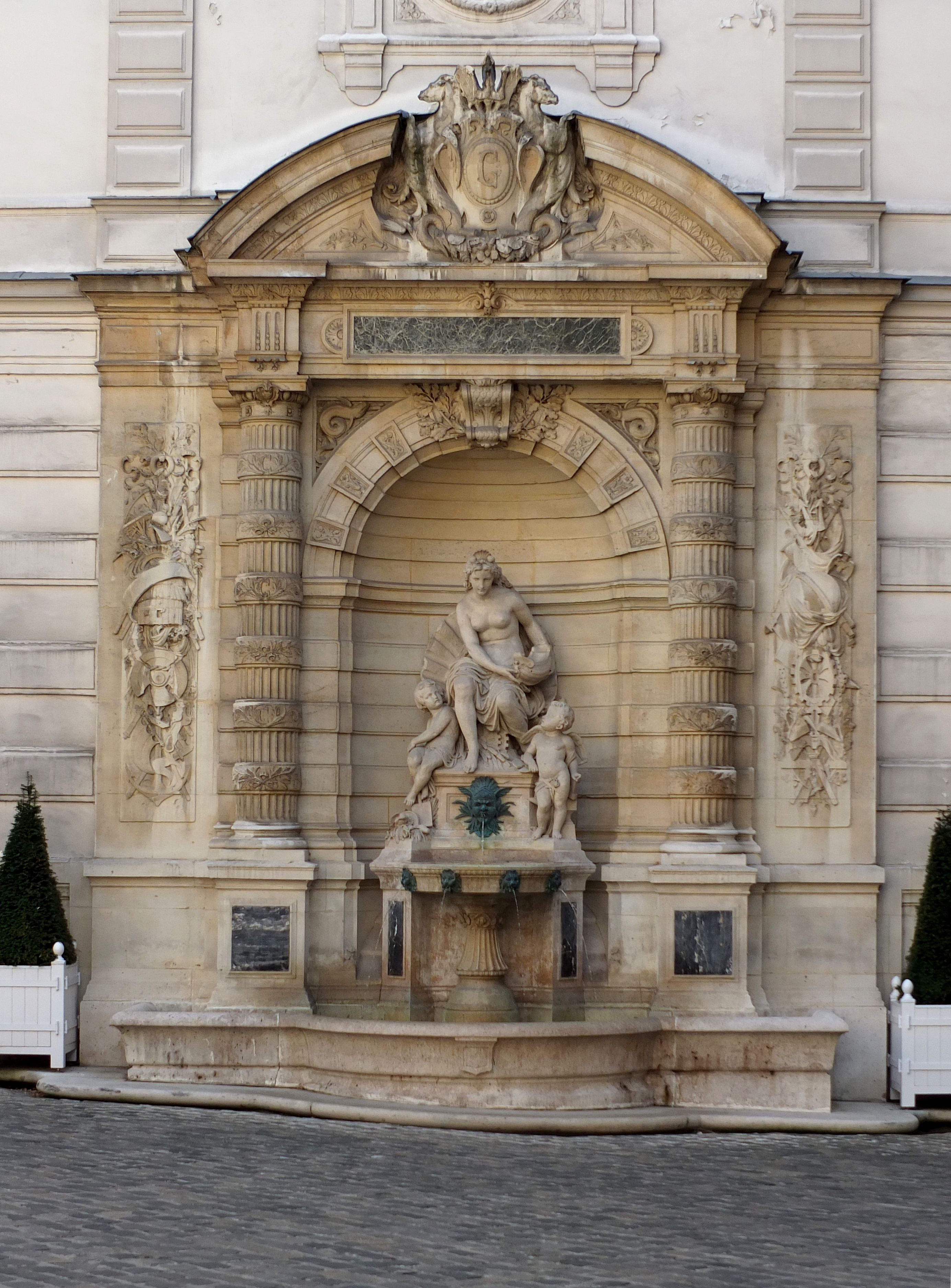
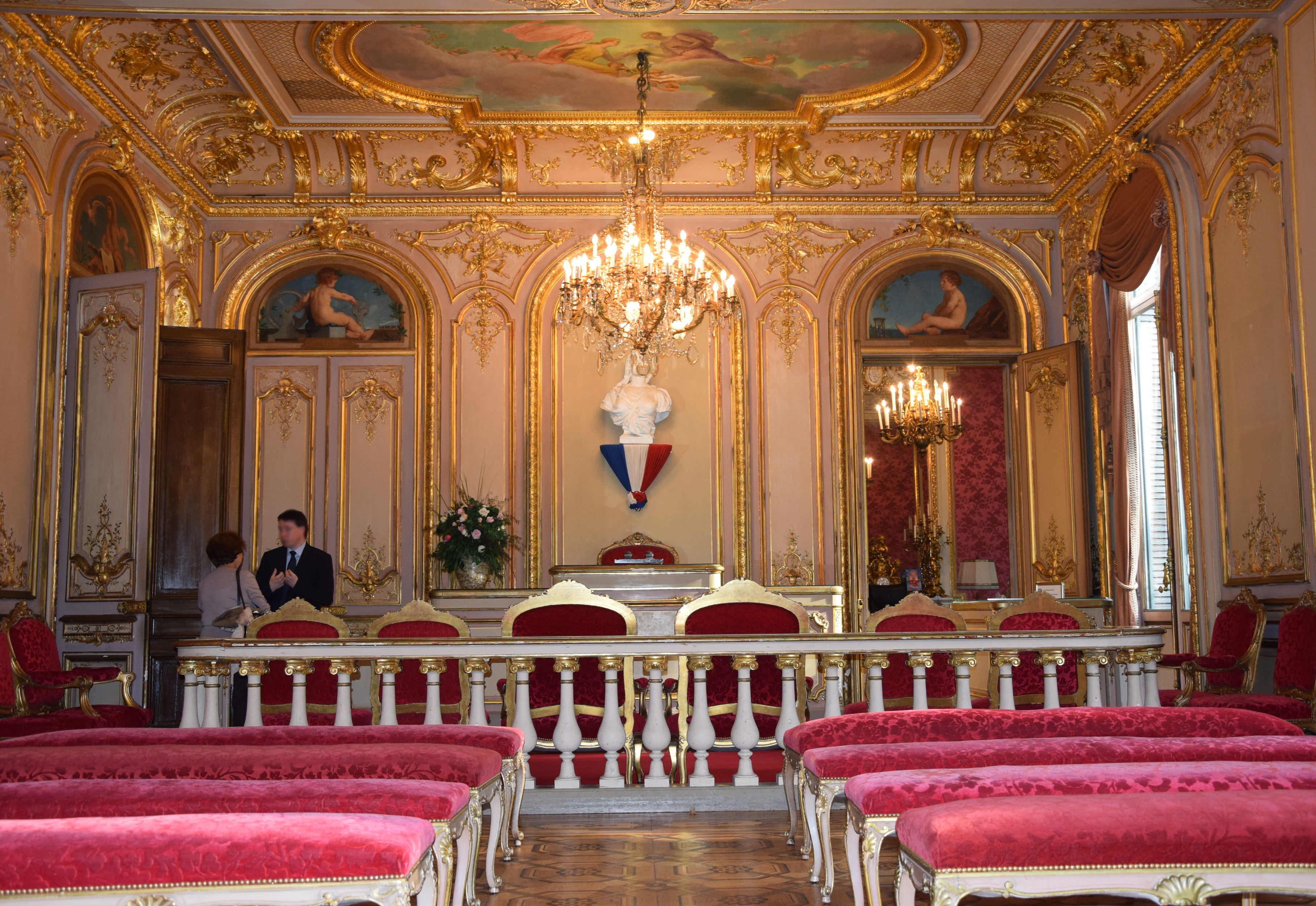
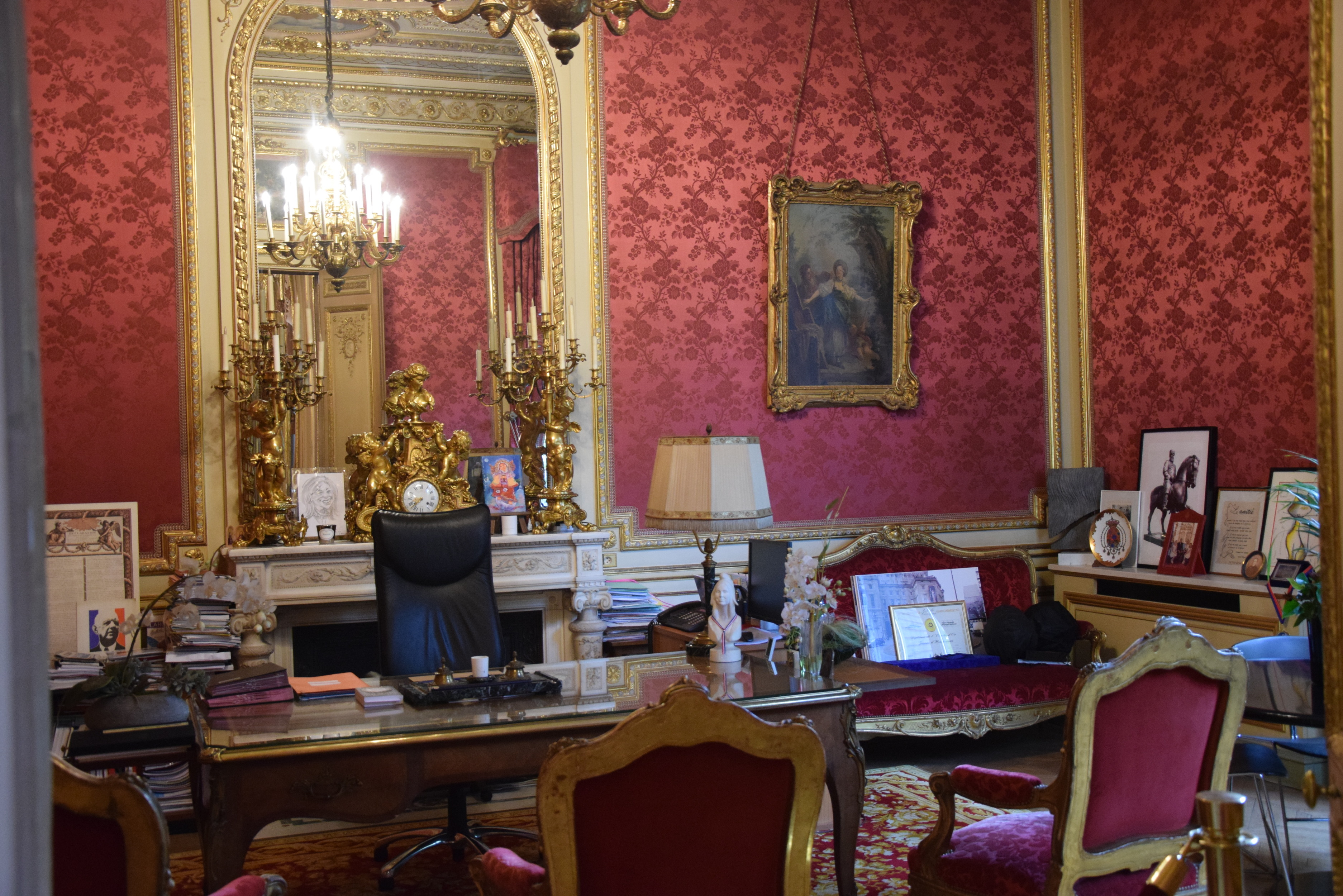
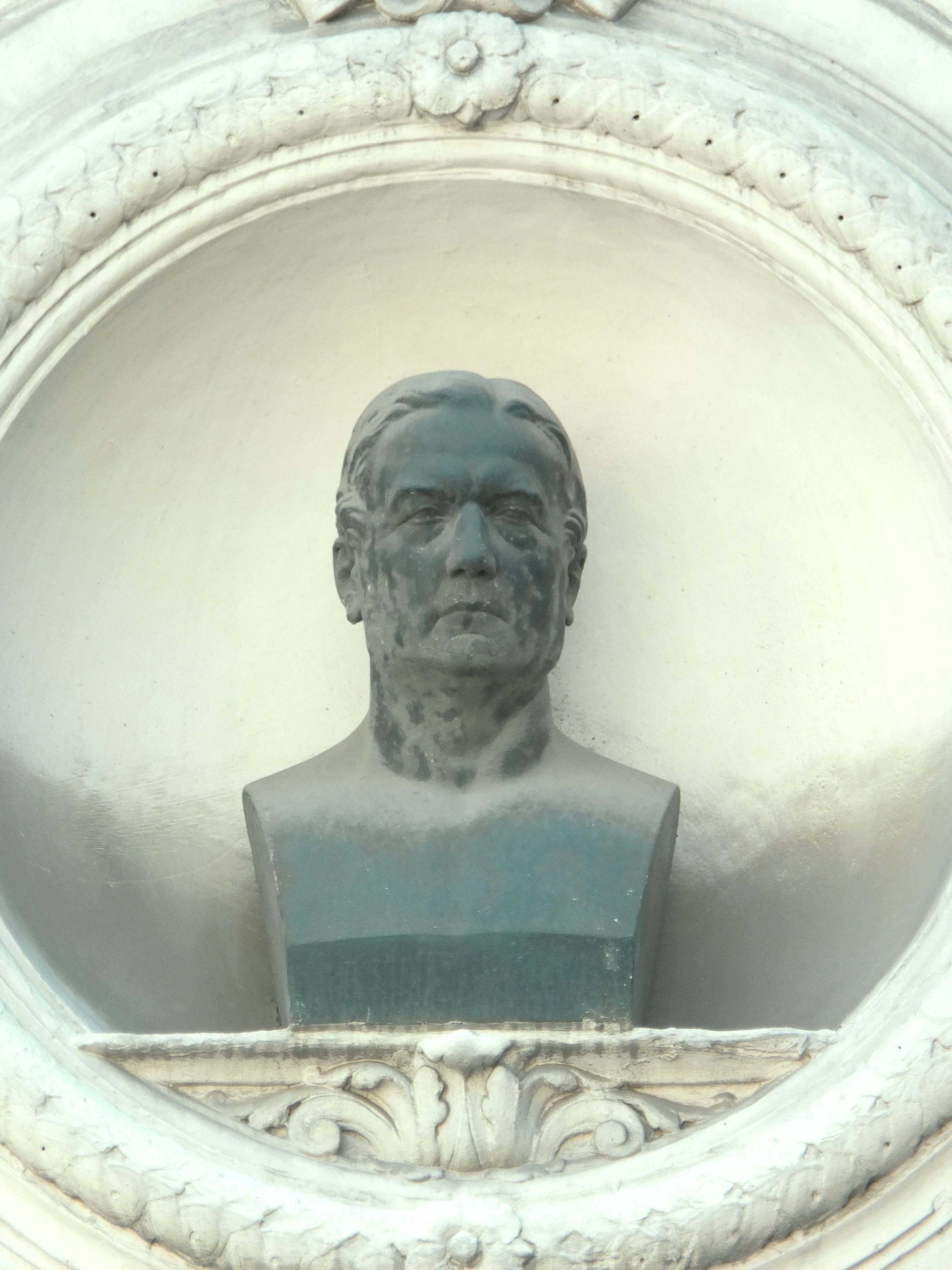

## Protection du patrimoine
Les façades et toitures sur rue et sur cour du bâtiment principal, le passage couvert du rez-de-chaussée, la cour avec sa fontaine et son décor d'architecture, l'escalier avec son vestibule, sa cage et sa rampe en fer forgé, les pièces suivantes avec décor : au rez-de-chaussée, deux anciennes chambres (actuellement, cabinet du secrétaire général adjoint et secrétariat), au premier étage, corridor, ancien grand salon (actuellement, salle des mariages), ancien petit salon (actuellement, bureau du maire), ancien fumoir (actuellement, bureau du maire adjoint), ancienne salle à manger (actuellement, salle d'attente pour les mariages), ancienne chambre (actuellement, bureau du secrétariat général) et au deuxième étage, ancien petit salon (actuellement, bureau des élus) font l'objet d'une inscription au titre des monuments historiques depuis le 16 décembre 1982.